# シート抵抗
シート抵抗 (シートていこう、英語: sheet resistance, sheet resistivity) とは、一様の厚さを持つ薄い膜やフィルム状物質の電気抵抗を表す量のひとつ。表面抵抗率、面抵抗率とも呼ばれる。

## 定義

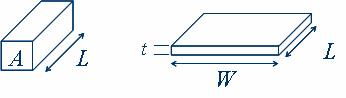
三次元の試料の寸法

一般に三次元の導電性を表す場合、抵抗は次の式で表される。
{\displaystyle R=\rho {\frac {L}{A}}=\rho {\frac {L}{Wt}}}
ただし、{\displaystyle \rho }は抵抗率で、{\displaystyle A}は試料の断面積、{\displaystyle L}は試料の長さである。試料の断面積は、試料の幅{\displaystyle W}と試料の厚さ{\displaystyle t}の積で表される。
抵抗率に厚さを含めて考えると、抵抗は、次の式で表すことが可能である。
{\displaystyle R={\frac {\rho }{t}}{\frac {L}{W}}=R_{s}{\frac {L}{W}}}
{\displaystyle R_{s}}がシート抵抗である。

## 単位と次元
シート抵抗の次元は電気抵抗の次元と同じであるため、単位はΩになる。しかし、電気抵抗との混同を避けるために、慣例的にΩスクウェア（Ω□, ohms square）、またはΩ毎スクウェア（Ω/□ または Ω/sq., ohms per square）を使用する。これは、この値が任意の大きさの正方形の領域を電流が片方の端から対向する端へ流れる際の抵抗と解釈できるためである。

## 意義
シート抵抗{\displaystyle R_{s}}を使う実用上の意義は次の通りである。ある厚さ{\displaystyle t}を持つ試料のシート抵抗{\displaystyle R_{s}}が既知であれば、試料の幅{\displaystyle W}の値と試料の長さ{\displaystyle L}の値を上の式に代入することにより、その試料の実際の抵抗{\displaystyle R}を推定することができる。
具体的には、下記のようなケースで用いられる。
- 一様な厚さを持った透明導電膜（酸化インジウムスズなど）
- ドーピングを行った半導体において。ドーピングにより導入される不純物が進入する深さは有限であり、ある厚さをもった膜とみなせる。